# Венероход
Венерохо́д — планетоход, предназначенный для перемещения по поверхности Венеры.
Особые условия поверхности Венеры (давление в 92 атмосферы, агрессивная кислотная среда, температура 464 °C, сумрак) предъявляют к конструкции венерохода повышенные требования. На 2025 год ни одного работающего и запущенного венерохода создано не было.

## Проекты
- СССР: В 1986 году во ВНИИтрансмаш был создан венероход ХМ-ВД-2 с ветрогенератором и уникальным 6-колёсным шасси, который из-за развала страны так и не был запущен[1].

- США: НАСА разрабатывает автоматический планетоход для экстремальных сред, основной целью которого является исследование Венеры, но сроки запуска которого постоянно отодвигаются в будущее.

- Россия: Создание венерохода массой около 1 тонны планирует НПО имени С. А. Лавочкина[2].